# Utricularia humboldtii
Utricularia humboldtii ist eine fleischfressende Pflanzenart aus der Gattung der Wasserschläuche in der Sektion Orchidioides. Sie kommt in Teilen Brasiliens, Guyanas und Venezuelas vor und lebt sowohl terrestrisch, aquatisch wie auch als Aufsitzerpflanze.

## Beschreibung

### Stolonen
Die Pflanze bildet im Substrat wenige bis zu zwanzig Zentimeter lange und zwei bis drei Millimeter dicke, fleischige Stolonen, die vielfach dichotom verzweigt sind und deren äußerste Enden nur noch wenige Millimeter lang und 0,1 bis 0,2 Millimeter dick sind, gelegentlich aber auch blattähnlich abgeflacht, dann bis zu zwei Zentimeter lang und ein bis drei Millimeter breit. Stolonen, die aus dem Substrat herauswachsen, sogenannte „Luftsprossen“, sind steif, bis zu sechzig Zentimeter und mehr lang und erreichen eine Dicke von bis zu zwei Millimetern. Über diese können die Pflanzen sich von einem Standort zum nächsten „hangeln“.

### Blätter
Utricularia humboldtii bildet nur wenige Blätter aus. An den bis zu zwanzig Zentimeter langen, aufrechten, starren Blattstängeln finden sich bis zu neun Zentimeter lange und neunzehn Zentimeter breite, keilförmig bis umgekehrt eiförmige, spröde, dicke, ledrige Blattspreiten. Diese sind in Form und Größe äußerst variabel.

### Fallen

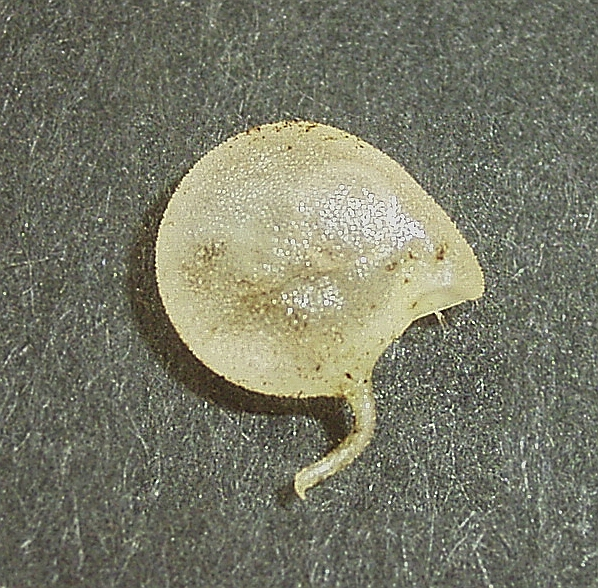
Große Falle von Utricularia humboldtii

Die von den Stolonen ausgehenden, kurz gestielten Fallen von Utricularia humboldtii sind dimorph: die zahlreicheren kleinen Fallen sind 1 bis 1,5 Millimeter lang, die Öffnung ist nach unten gerichtet, an ihrer Spitze finden sich zwei längliche Anhängsel. Die eher selten auftretenden großen Fallen erreichen eine Länge von bis zu 1,2 Zentimetern (siehe Bild) und stellen damit die größten der Gattung dar, hier weist die Öffnung von der Achse weg und Anhängsel sind abwesend.

### Blüten
Auch die Blüte von Utricularia humboldtii gilt als die größte der Gattung. Der aufrechte, wenig oder unverzweigte Blütenstand kann eine Höhe von bis zu 130 Zentimetern erreichen, der Stängel ist unbehaart und zwei bis fünf Millimeter dick. Am Blütenstängel finden sich nah am Ansatz einige wenige, zwei bis vier Millimeter lange, länglich-deltaförmige Niederblätter, sowie ei- bis deltaförmige, längliche, fünf bis sieben Millimeter lange Nebenblätter; die Vorblätter sind länglich und deutlich kürzer als die Tragblätter.
In einer lockeren Traube finden sich im Abstand von ein bis vier Zentimetern fünf bis sechzehn Einzelblüten an aufwärts weisenden, abgeflachten, ein bis zwei Zentimeter langen Blütenstielen. Die länglich-eiförmigen Kelchblätter sind bis zu 2,5 Zentimeter, die blau-violetten Kronblätter fünf bis sieben Zentimeter lang. Die Oberlippe ist eiförmig und am oberen Ende abgerundet. Sie ist nur geringfügig größer als die Kelchblätter und trägt vom Ansatz ausgehend eine deutlich hervorstehende „Prägung“. Die bis zu zehn Zentimeter breite, quer elliptische Unterlippe trägt am stark geschwollenen Ansatz ein aus zwei gelben Strichen bestehendes Saftmal. Der unter der Unterlippe verlaufende, spitz zulaufende Sporn ragt geringfügig unter ihr heraus.
Die gebogenen Staubfäden sind rund fünf Millimeter lang, der Fruchtknoten ist eiförmig, der Griffel sehr kurz. Auch die Narbe ist in eine Ober- und Unterlippe gespalten, die Oberlippe ist dabei länglich-rund und erheblich kleiner als die halbkreisförmige Unterlippe.

### Früchte und Samen
Nach der Befruchtung bildet die Pflanze eine bis zu zwei Zentimeter lange, eiförmige, nickende Kapselfrucht mit festen Wänden aus, die sich durch einen einzelnen langen Spalt öffnet. Die Kapsel enthält zahlreiche flache, geflügelte Samen in Schuppenform, die bis zu 2,5 Millimeter lang sind, deren Haut äußerst dünn ist und die so vom Wind verbreitet werden (Anemochorie). In ihrem Inneren sind durch die transparente Haut am Embryo bereits deutlich die Blattanlagen zu erkennen, die bereits Chlorophyll enthalten. Die Samen keimen bereits innerhalb von Minuten, nachdem sie das Wasser berührt haben, durchbrechen die Samenhaut schon nach wenigen Stunden und verankern sich nach Möglichkeit sofort im Substrat, um ein späteres Fortgespültwerden durch starke Regenfälle zu verhindern.

## Verbreitung und Habitat
Utricularia humboldtii findet sich in Guyana, Venezuela sowie im Norden Brasiliens an halbschattigen bis vollsonnigen Standorten vorzugsweise in Höhenlagen von 1200 bis 2500 m vor allem auf Tepuis, aber vereinzelt auch in Savannen, wo sie auf bis zu 300 m herabsteigt. Sie besiedelt als Epiphyt die Astgabeln von Bäumen, die Blattachseln von Orectanthe-Arten, die Trichter von Sumpfkrügen (Heliamphora) sowie die Trichter von Brocchinia tatei, Brocchinia micrantha und Brocchinia reducta. In letzterem Fall tritt so der einzigartige Fall auf, dass eine karnivore Pflanze gleichzeitig das Habitat einer weiteren Karnivore darstellt. Ebenso gedeiht sie jedoch auch subaquatisch in seichten Gewässern oder terrestrisch auf nassem Fels oder in sehr nasser Erde (so häufiger in Savannen und Lichtungen im Buschland).

## Systematik und Botanische Geschichte
Utricularia humboldtii wurde 1841 von Robert Schomburgk erstbeschrieben; das Epitheton ehrt Alexander von Humboldt. Bekannt war sie jedoch bereits den einheimischen Arawak, die sie Iperua („schöne Blume“) nannten, die Bezeichnung diente Peter Taylor 1986 als Namensspender bei der Erstbeschreibung der Sektion, der er Utricularia humboldtii zuordnete. Molekulargenetische Untersuchungen belegten 2005 jedoch unzweideutig die Zugehörigkeit von Utricularia humboldtii zur Sektion Orchidioides.